# Емпирија
Емпирија, практично искуство је знање, засновано на научним чињеницама, прикупљеним искуственим посматрањем. Појам потиче из грчког језика и преводи се као „наука о искуству“. 
Емпирију често мешају са појмом индукције, што је погрешно јер за разлику од индукције она има сигурну вредност. Свака емпирија у себи садржи и дедукцију (тј поступак којим се из општег суда изводи неки други, посебни или појединачни суд, а овај појединачни суд логички нужно следи из општијег, али не мора бити и истинит). Тако емпирија може бити премиса очигледне дедукција, док сама има у себи скривену дедукцију.

## Емпирија, аналогија индукција, дедукција и логика
За вредност аналогије сматра се да је претпостављена вредност, док је вредност индукције, уколико је потпуна, сигурна вредност, али ако је непотпуна, онда је она претпостављена вредност. Наиме у аналогији нема гаранције за истинит закључни суд, али је већа вероватноћа ако се упоређују битне особине или својства. Док је индукција логичка метода тј. врста посредног закључка код којег се полази од појединачног ка општем.
Емпирију често бркају са појмом индукције, што је погрешно јер за разлику од индукције она има сигурну вредност. Свака емпирија у себи садржи и дедукцију (тј поступак којим се из општег суда изводи неки други, посебни или појединачни суд, а овај појединачни суд логички нужно следи из општијег, али не мора бити и истинит). Тако емпирија може бити премиса очигледне дедукција, док сама има у себи скривену дедукцију. 
Емпирија је како Ибн Сина, или Абу Али ел Хусеин ибн Сина (латинизовано: Авицена; 980 — 1037), наводи у својој књизи „Шифа“, спој радње чулних органа и директног опажања и размишљања силогистичке врсте, не индуктивне, или аналошке процесе. Размишљање нема четврти облик (а да није дедукција, индукција и аналогија) иако су математичари логичари утврдили нешто тако.
Вредност емпирије се не могу негирати иако су неки филозофи логичари то покушавали (нпр Аристотел). Емпирија садржи у себи једну врсту дедукције, али као и сама дедукција није део логике, али је логика заснована на вредности емпирије. Сви логичари потврђују да је емпирија један од сигурних начела, и да један од шест начела које користимо у демонстрацијама.

## Значај емпирија за процес објективног размишљања
Да би у својим размишљањима кориговали субјективност, људи су увели науку као критеријум објективности. Објективно размишљање спознаје ограничава сопствено размишљање и тада се ствари посматрају шире, али никада потпуно објективно. Утицаје из средине човек региструје преко чула. Резултати спољних утицаја манифестују се кроз емотивне центре интересно за неког појединца. У равнотежи утицаја и резултата код појединца се формира равнотежа размишљања јединке. Равнотежно размишљање је објективно размишљање, о томе како ствари функционишу. Размишљање померено од стварности је субјективно интересно размишљање.
Познато је из литературе да се размишљање јединке заснива на претпоставкама, зато што је оно комбинација искуства (које је увек недовољно) и незнања јединке које је огромно, а под притиском потреба које треба брзо решити. У томе се огледа улога емпиријских искуства која коригују претпоставке појединца тј. њихову субјективност и уводи га у објективније размишљање.
Настанак објективног, емпиријски доказивог размишљања, почетак је посматрања шире слике стварности и излазак из егоистичног субјективно-интересног посматрања стварности. Међутим и у емпиријском размишљању постоје разне истине. Па тако филозофије и религије имају своје, а емпиријске науке своје истине.

## Значај емпирије за развој свести
Симболска представа посматраног система човека је начин како његова свест разуме чулне информације. Достигнути ниво свести човека настао је као генеза развоја по генерацијској дубини. Тај процес прати развој више чула као развој система вишеструке детекције стварности. Депоновање симболских представа и бројних искустава кроз развој мозга повећава капацитет свести. То је утицај искуства који утиче на систем биолошког развоја.
Способност груписања искуствених представа у мисли, мисли у идеје, у садејству са симболизмом писма, омогућили су човеку данашњи развој. Симболизмом писма човек је вршио обуку мозга у проживљеним искуствима претходних генерација. Разумевање представе симбола зависи од емпиријског искуства. Јединке биолошког система разумеју стварност преко симболских представа које се групишу са свесним искуством у мисли које производе закључке у облику идеја свести. Процес депоновања симболских представа ограничен је чулима јединке и њеним достигнутим свесним капацитетом. Ово је посебно изражено код јединки које поседују мањи број чула.
Свест је резервоар искустава и из њих постављених закључака преко којих човек разуме стварност. То је процес у развоју. Мисли су непрекинути ток искуствених симболских представа које се групишу. Мисли се групишу у идеје. Мисли се групишу у свести и развијају у разумевање. Разумевање је ограничено. Свест човека разумева стварност преко симболских представа са циљем развоја појединца (унутар система развоја групе). Свест појединца разуме стварност, између осталог, преко бројних искустава и на основу њих достигнутих закључака (идеја).